# Presbyterorum Ordinis
Presbyterorum Ordinis, le Décret sur le ministère et la vie des prêtres, est l'un des textes produits lors du concile Vatican II. Approuvé par un vote de 2 390 pour et 4 contre, par l'assemblée du concile des évêques, le décret fut promulgué par le pape Paul VI le 7 décembre 1965. Le titre signifie « l'ordre des prêtres » en latin et est tiré de la première ligne du décret (incipit), comme le veut l'usage pour les écrits de l'Église catholique.

## Contenu
Les chiffres correspondent aux chapitres
1. Préambule (1)
2. Le presbytérat dans la mission de l’Église (2-3)
3. Le ministère des prêtres (4 - 9)
  1. Fonctions des prêtres (4 - 6)
  2. Relations des prêtres avec les autres (7 - 9)
  3. Répartition des prêtres et vocations sacerdotales (10 - 11)
4. La vie des prêtres (12 - 21)
  1. Vocation des prêtres à la perfection (12 - 14)
  2. Exigences spirituelles particulières dans la vie des prêtres (15 - 17)
  3. Moyens au service de la vie des prêtres (18 - 21)
5. Conclusion et exhortation (22)

## Points principaux
Les prêtres ont pour mission sacerdotale d'administrer les  sacrements de la foi, et ceci vers tous les peuples comme le préfigure la personne de Melchisédech. Ils doivent eux-mêmes être les propagateurs d'une vie autre que terrestre ; ils ne doivent pas rechercher à plaire aux hommes, mais doivent plutôt suivre la doctrine chrétienne ainsi que vivre et toujours lutter  pour la sainteté et la pauvreté volontaire. 
Tirant leur autorité du Christ au sein de la hiérarchie de l'Église, les prêtres fournissent un ministère par lequel le sacrifice spirituel  des fidèles est rendu parfait, en union avec le sacrifice du Christ. Leur propre sacrifice spirituel est la clé, comprenant la célébration du mystère de l'Eucharistie - la tâche la plus noble des prêtres - et la récitation de l'office divin (voir le Bréviaire), prêtant leur voix à l'Église, en union avec le Christ « toujours vivant pour intercéder en notre faveur ». 
La prière, l'exemple et la pénitence permettent à l'Église d'exercer une vraie maternité envers toutes les âmes qui doivent être conduites vers le Christ, sans tenir compte de la nationalité, du sang, ou de l'âge. Les prêtres doivent aider le fidèle à connaître et aimer la liturgie. Et pour ce qui les concerne, ils doivent constamment s'efforcer de perfectionner leurs connaissances des affaires  divines et séculières. L'abstinence parfaite et perpétuelle, dans le célibat, est appropriée de multiples façons pour le sacerdoce et préfigure le monde à venir, dans lequel les enfants de la résurrection ne s'épousent pas ni ne prennent femme. Celui qui dispense les mystères de Dieu est comme l'homme qui a semé son champ  et de qui le Seigneur a dit : « Qu’il dorme ou qu’il se lève, la nuit ou le jour, la semence germe et pousse, il ne sait comment. »